# Пшагар
Пшагар (узб. Pshagʻor / Пшағор) — посёлок городского типа, расположенный на территории Зааминского района Джизакской области Республики Узбекистан.

Статус посёлка городского типа с 2009 года.